# Helius (Helius) albogeniculatus
Helius (Helius) albogeniculatus is een tweevleugelige uit de familie steltmuggen (Limoniidae). De soort komt voor in het Neotropisch gebied.